# Симпатикотонія
Симпатикотонія (лат. sympathicotonia ; симпатико- + грец. τονος, латиніз. tonos  напруження) — переважання тонусу симпатичної частини вегетативної нервової системи над тонусом її парасимпатичної частини. Є симптомом деяких хвороб.
Симпатикотонія протилежна ваготонії.